# Josef Sechtr
Josef Sechtr, též Josef Sechter (18. března 1870 Lidice – 1944?), byl český a československý politik, meziválečný poslanec a senátor za agrárníky.

## Biografie
Narodil se v Lidicích, později se usadil v Dobrovízi. Od mládí byl aktivní v agrárním hnutí. Působil v Ústřední domovině domkářů a malorolníků, v níž zastával funkci místopředsedy.
Od roku 1918 do roku 1920 zasedal v Revolučním národním shromáždění za Republikánskou stranu československého venkova (od roku 1922 Republikánská strana zemědělského a malorolnického lidu). Byl profesí strojníkem a domkářem.
Pak se přesunul do horní komory parlamentu. Po parlamentních volbách v roce 1920 získal za agrárníky senátorské křeslo v Národním shromáždění. Mandát ale nabyl až dodatečně roku 1925. Když byl totiž v roce 1925 zbaven mandátu v senátu Karel Prášek, nastoupil Sechtr místo něj jako náhradník. Mandát obhájil v parlamentních volbách v roce 1925, parlamentních volbách v roce 1929 a parlamentních volbách v roce 1935. V senátu zasedal do jeho zrušení roku 1939, přičemž krátce předtím, v prosinci 1938, ještě přestoupil do klubu nově zřízené Strany národní jednoty.